# Signoretia malaya
Signoretia malaya är en insektsart som beskrevs av Carl Stål 1855. Signoretia malaya ingår i släktet Signoretia och familjen dvärgstritar. Utöver nominatformen finns också underarten S. m. philippinensis.